# آدم فورستر
آدم فورستر (بالإنجليزية: Adam Forster)‏ هو رسام نباتي ‏ ورسام أسترالي، ولد في 5 أبريل 1848، وتوفي في 11 أبريل 1928.

## معرض صور

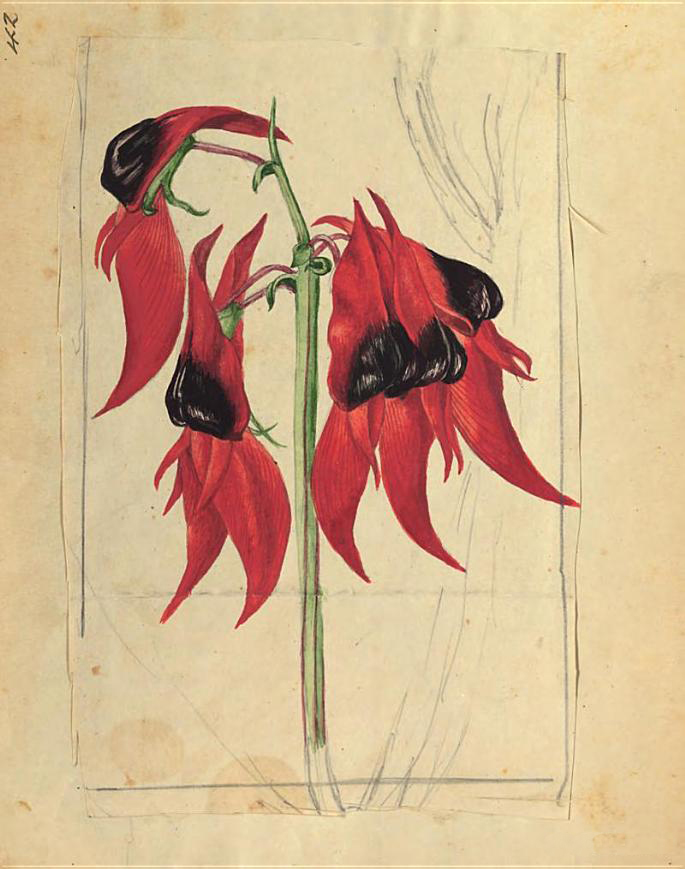
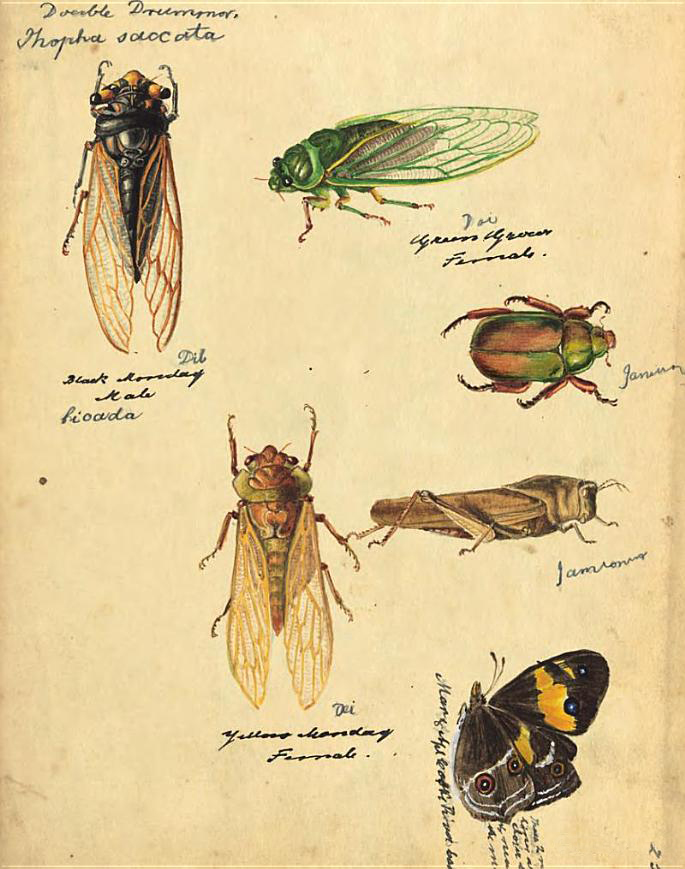
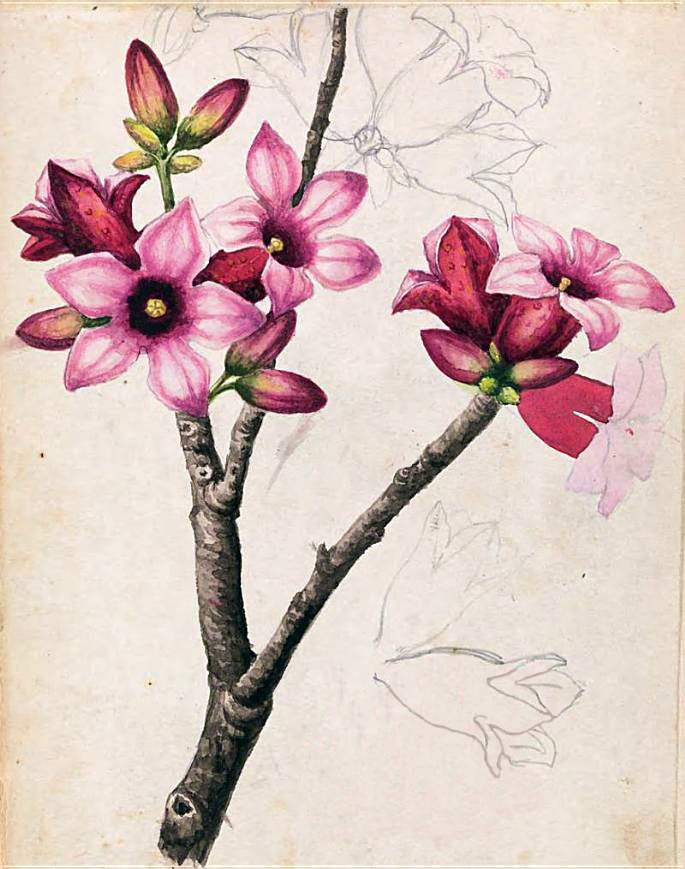